# 2018年アメリカ合衆国選挙
2018年アメリカ合衆国選挙（2018ねんアメリカがっしゅうこくせんきょ、en:United States elections, 2018）とは、2018年11月6日にアメリカ合衆国で実施された選挙。ドナルド・トランプ大統領の一期目の任期中の選挙であるため「2018年中間選挙」とも呼ばれる。

## 概要
上院議員のうち35人、下院議員全員の435人、州知事36人、多数の地方議員を選ぶ、民主党の下院予備選には、前回中間選挙より500人も多い1500人が出馬、このうち350人が女性で、史上最多となった。
400人以上のLGBTQの人が立候補を表明している。
科学者などの政治活動を指南する円周率の数字にちなんだ名称の団体「314アクション」には16年の大統領選後、政界進出に関する問い合わせが約7500件も殺到、中間選挙で支援する理系候補は、上下両院で20人に上る。

## 上院

灰色以外が上院議員選挙のある州

第1部の上院議員33議席と補選2議席（ミシシッピ州とミネソタ州）の35議席

### 一覧
- 2018年アメリカ合衆国上院議会議員選挙 (インディアナ州)
- 2018年アメリカ合衆国上院議会議員選挙 (カリフォルニア州)
- 2018年アメリカ合衆国上院議会議員選挙 (コネチカット州)
- 2018年アメリカ合衆国上院議会議員選挙 (デラウェア州)
- 2018年アメリカ合衆国上院議会議員選挙 (ニューヨーク州)
- 2018年アメリカ合衆国上院議会議員選挙 (ハワイ州)
- 2018年アメリカ合衆国上院議会議員選挙 (ペンシルベニア州)
- 2018年アメリカ合衆国上院議会議員選挙 (ミシガン州)
- 2018年アメリカ合衆国上院議会議員選挙 (メリーランド州)
- 2018年アメリカ合衆国上院議会議員選挙 (ワイオミング州)

## 州知事
下記36州
背景色： 民主党 ・ 共和党 
| 州                   | 現職（改選前）           | 改選後                         |
| -------------------- | ------------------------ | ------------------------------ |
| アラバマ州           | ケイ・アイヴィー         | 同左（再選）                   |
| アラスカ州           | ビル・ウォーカー         | マイク・ダンリービー           |
| アリゾナ州           | ダグ・デューシー         | 同左（再選）                   |
| アーカンソー州       | アサ・ハッチンソン       | 同左（再選）                   |
| カリフォルニア州     | ジェリー・ブラウン       | ギャビン・ニューサム           |
| コロラド州           | ジョン・ヒッケンルーパー | ジャリッド・ポリス             |
| コネチカット州       | ダン・マロイ             | ネッド・ラモント               |
| フロリダ州           | リック・スコット         | ロン・デサンティス             |
| ジョージア州         | ネイサン・ディール       | ブライアン・ケンプ             |
| ハワイ州             | デービッド・イゲ         | 同左（再選）                   |
| アイダホ州           | ブッチ・オッター         | ブラッド・リトル               |
| イリノイ州           | ブルース・ローナー       | J・B・プリツカー               |
| アイオワ州           | キム・レイノルズ         | 同左（再選）                   |
| カンザス州           | ジェフ・コリアー         | ローラ・ケリー                 |
| メイン州             | ポール・レページ         | ジャネット・ミルズ             |
| メリーランド州       | ラリー・ホーガン         | 同左（再選）                   |
| マサチューセッツ州   | チャーリー・ベイカー     | 同左（再選）                   |
| ミシガン州           | リック・スナイダー       | グレッチェン・ホイットマー     |
| ミネソタ州           | マーク・デイトン         | ティム・ワルツ                 |
| ネブラスカ州         | ピート・リケッツ         | 同左（再選）                   |
| ネバダ州             | ブライアン・サンドバル   | スティーブ・シソラック         |
| ニューハンプシャー州 | クリス・スヌヌ           | 同左（再選）                   |
| ニューメキシコ州     | スサナ・マルティネス     | ミシェル・ルーハン・グリシャム |
| ニューヨーク州       | アンドリュー・クオモ     | 同左（再選）                   |
| オハイオ州           | ジョン・ケーシック       | マイク・デウィン               |
| オクラホマ州         | メアリー・フォーリン     | ケヴィン・スティット           |
| オレゴン州           | ケイト・ブラウン         | 同左（再選）                   |
| ペンシルベニア州     | トム・ウルフ             | 同左（再選）                   |
| ロードアイランド州   | ジーナ・レイモンド       | 同左（再選）                   |
| サウスカロライナ州   | ヘンリー ・ マクマスター | 同左（再選）                   |
| サウスダコタ州       | デニス・デュガード       | クリスティ・ノーム             |
| テネシー州           | ビル・ハスラム           | カール・ディーン               |
| テキサス州           | グレッグ・アボット       | 同左（再選）                   |
| バーモント州         | フィル ・ スコット       | 同左（再選）                   |
| ウィスコンシン州     | スコット・ウォーカー     | トニー・エバーズ               |
| ワイオミング州       | マット・ミード           | マーク・ゴードン               |

## 主な選挙違反
ノースカロライナ州で当選したマーク・ハリス下院議員の選挙活動陣営幹部が、不在者投票用紙を利用して替え玉投票をしていたことが判明。2019年に議員の当選が取り消され、選挙のやりなおしが決定した。